# Calopteryx haemorrhoidalis
Calopteryx haemorrhoidalis är en trollsländeart. Calopteryx haemorrhoidalis ingår i släktet Calopteryx och familjen jungfrusländor. IUCN kategoriserar arten globalt som livskraftig.

## Underarter
Arten delas in i följande underarter:
- C. h. haemorrhoidalis
- C. h. occasi
- C. h. asturica
- C. h. almogravensis

## Bildgalleri

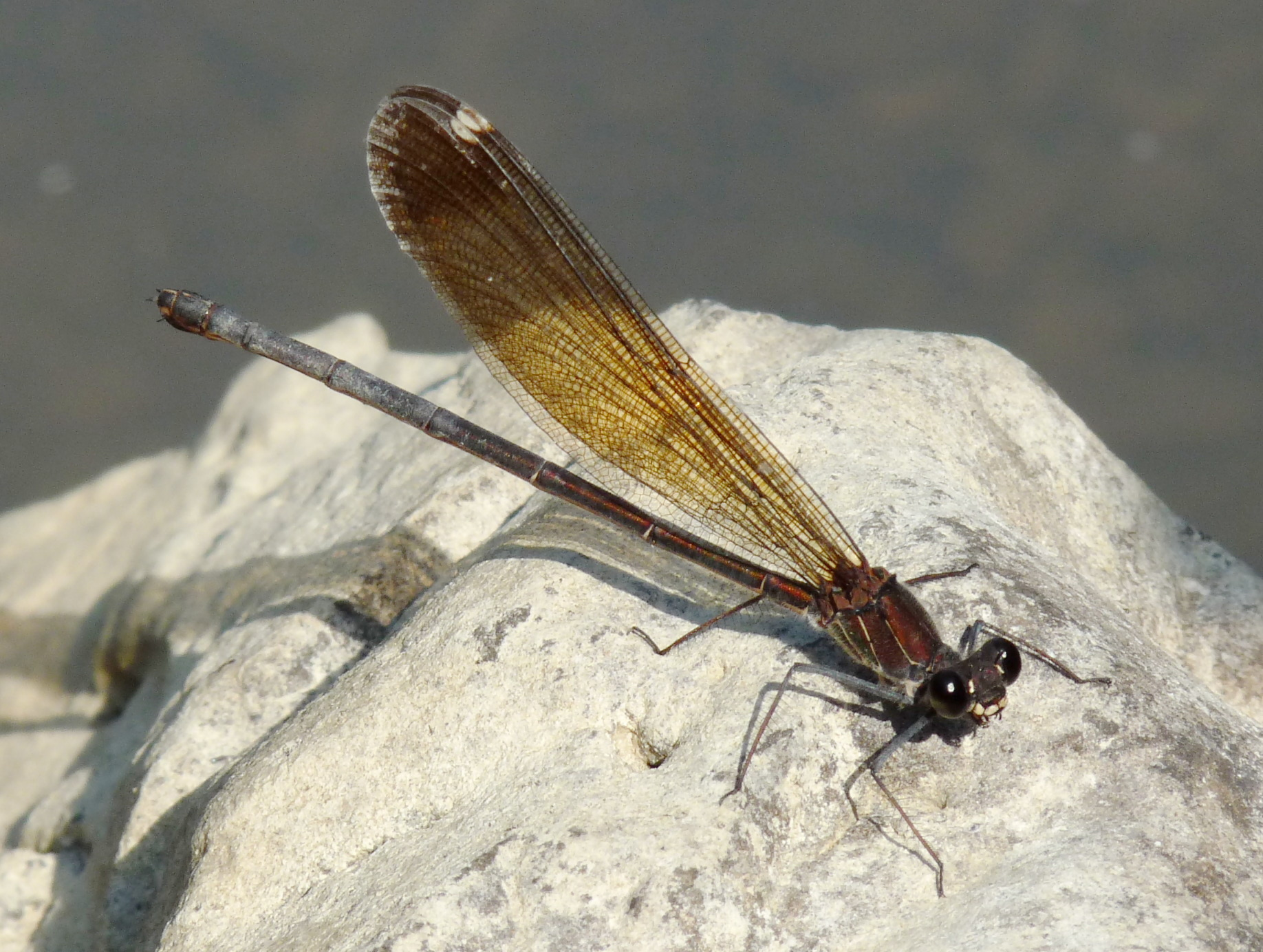
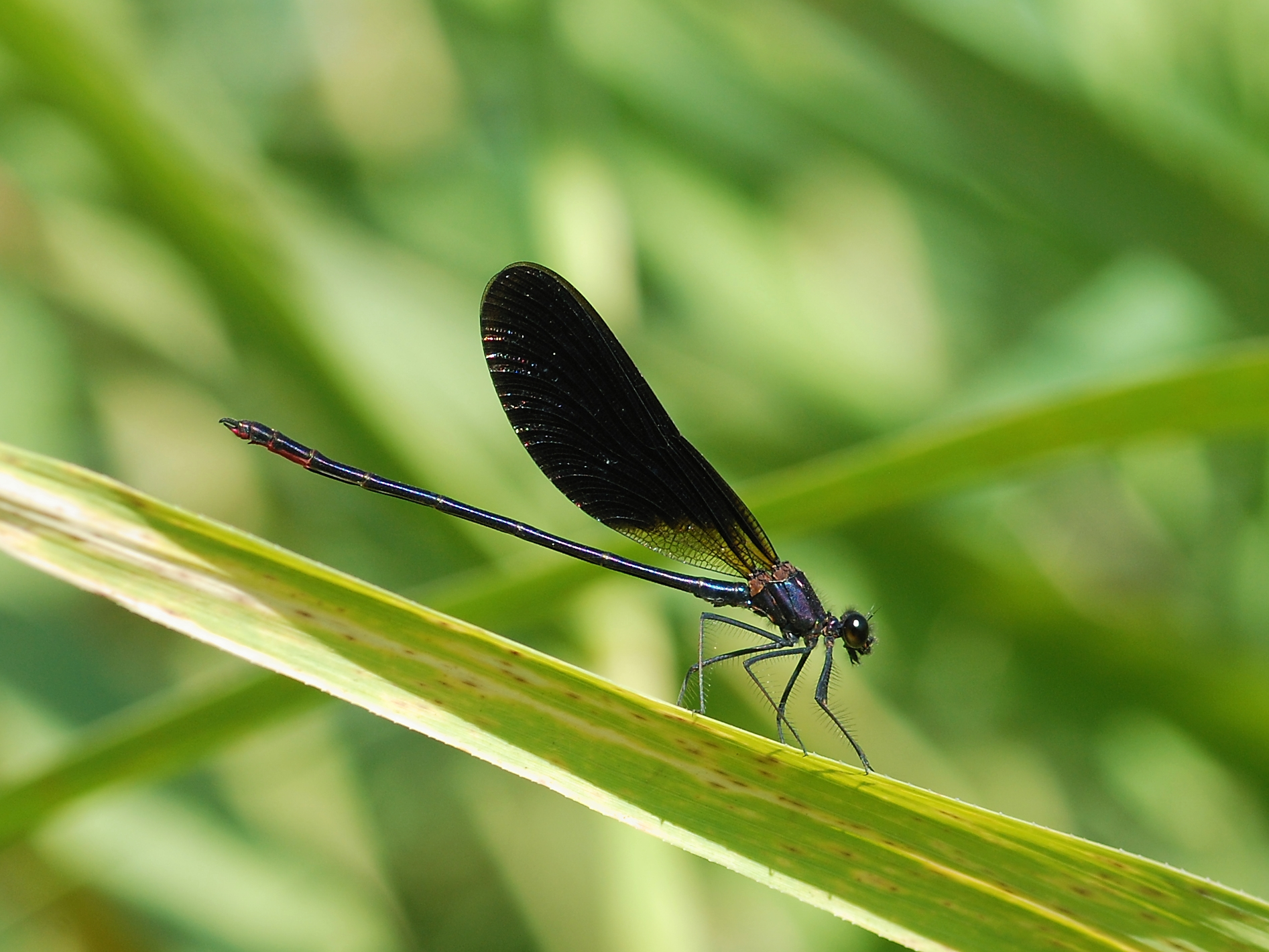
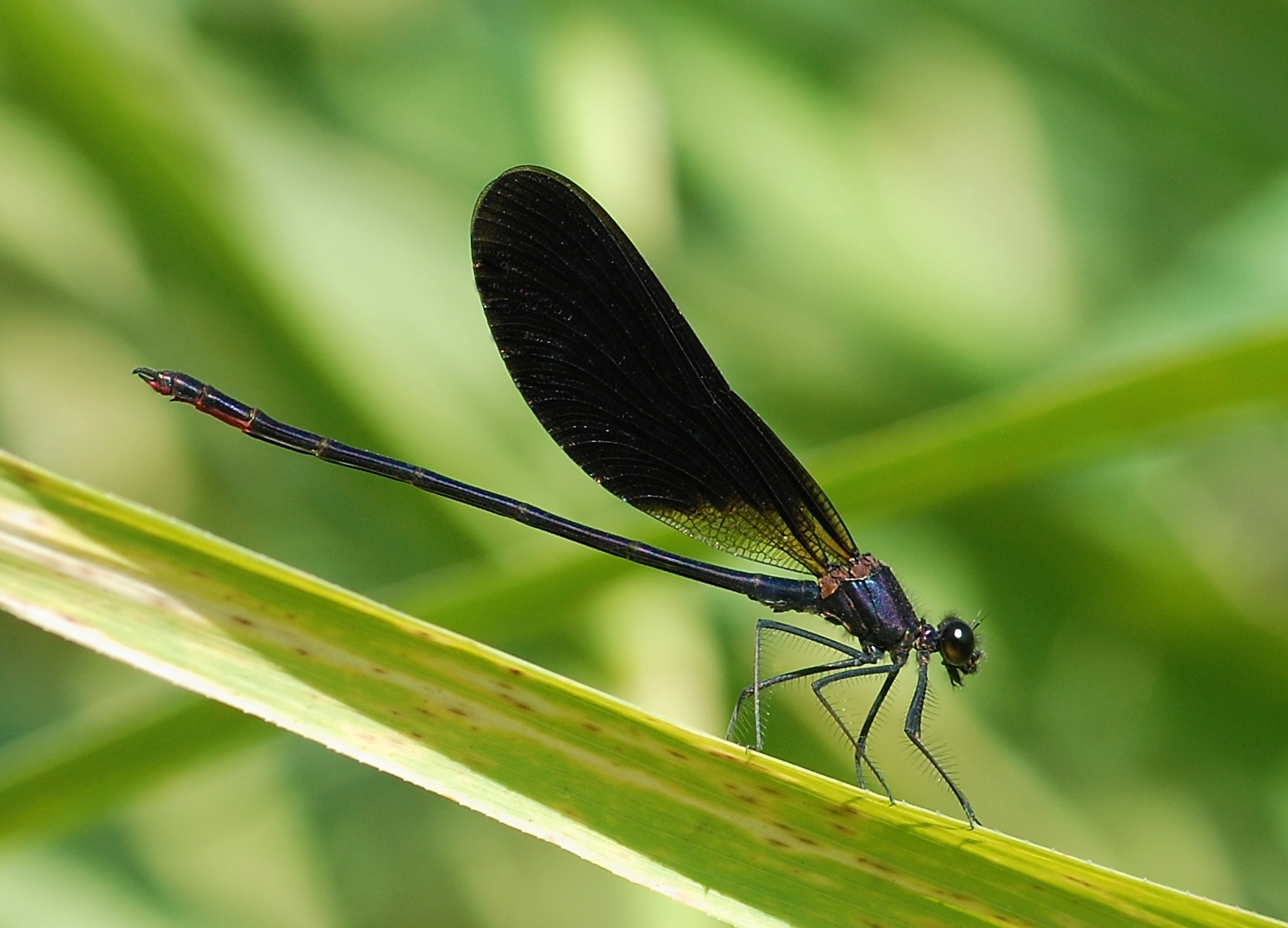
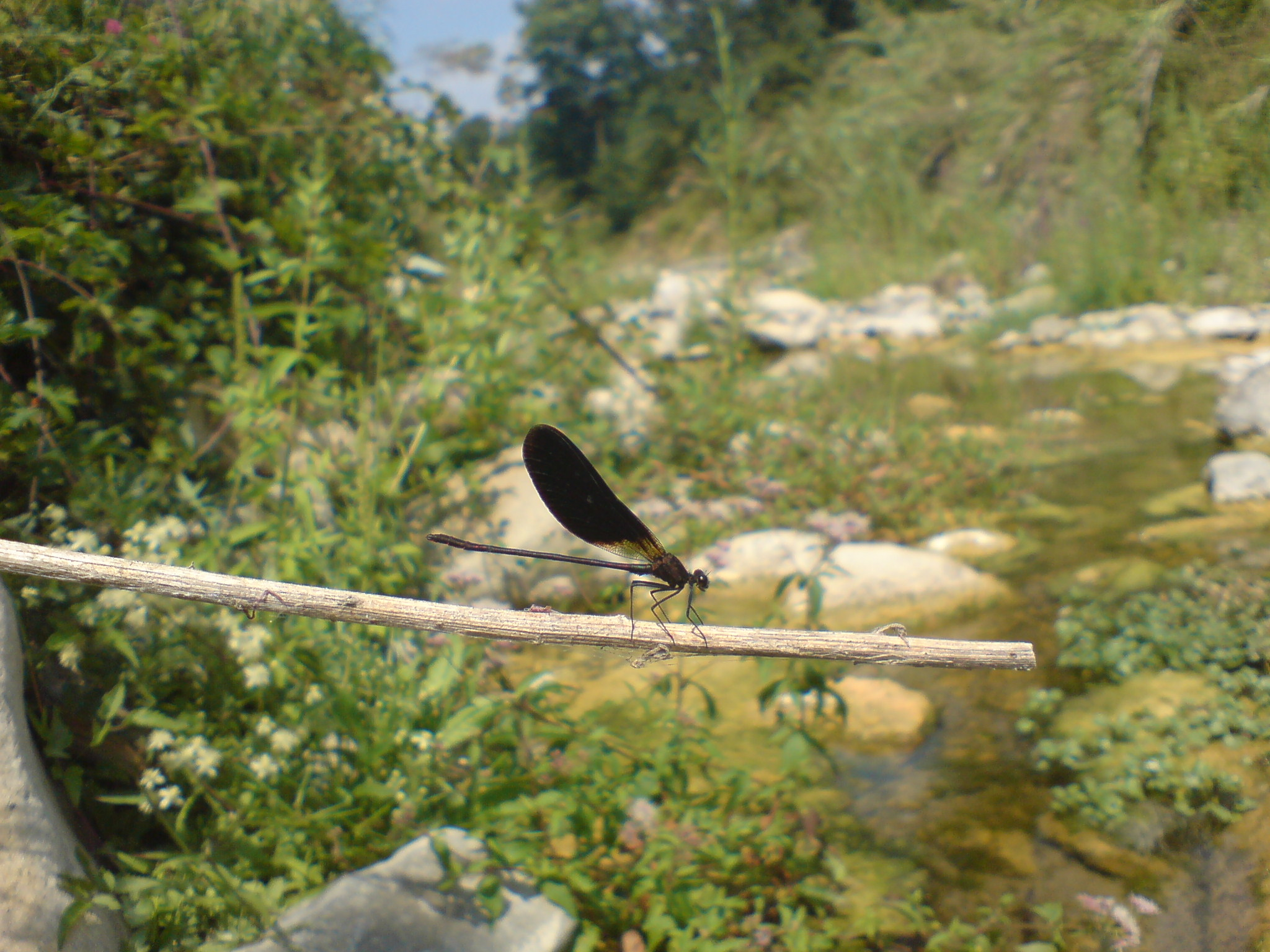
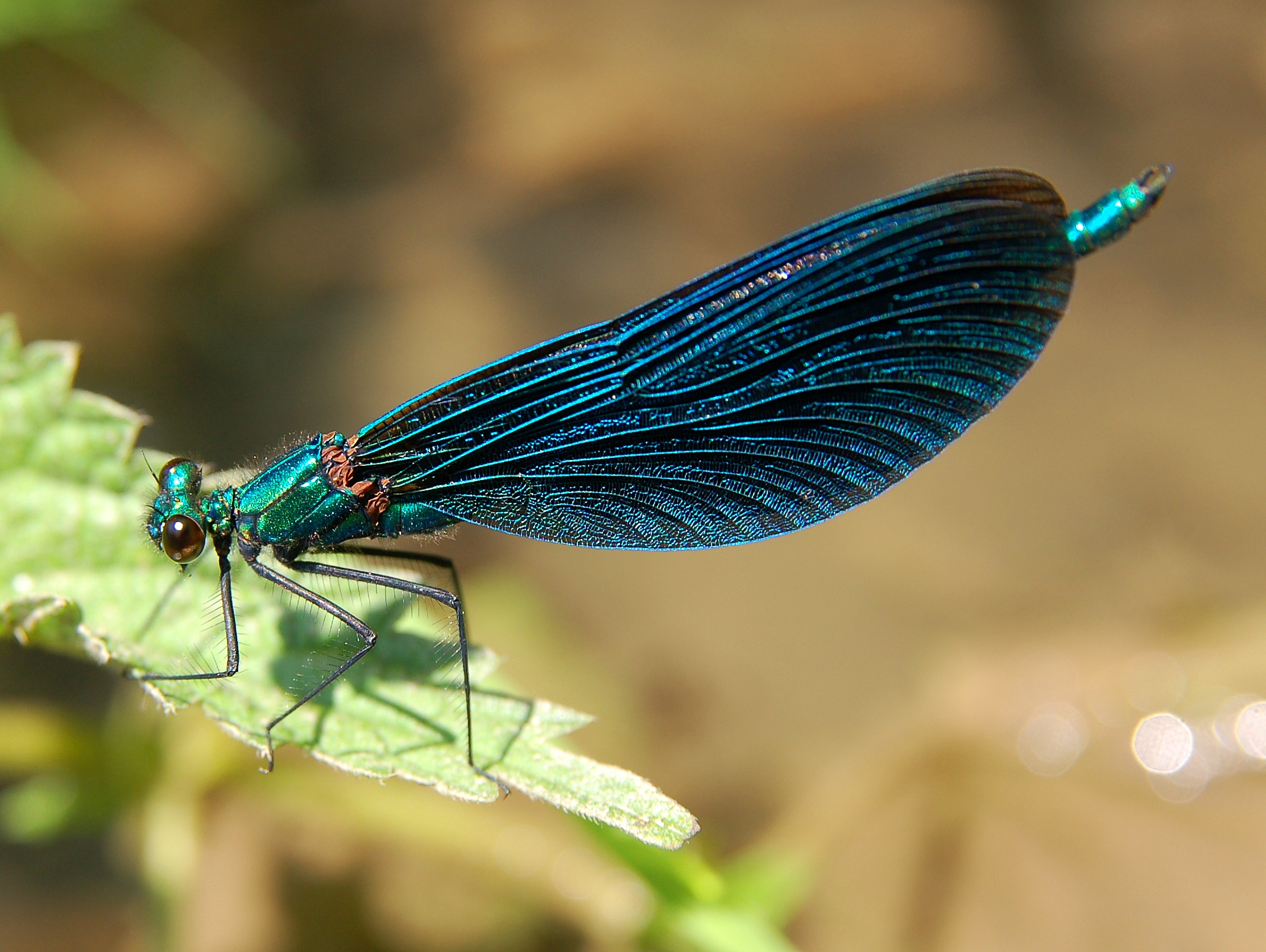